# Lamprosema leonina
Lamprosema leonina là một loài bướm đêm trong họ Crambidae.